# Lisa Piccirillo
Lisa Marie Piccirillo (Greenwood, 1990 o 1991) è una matematica statunitense, che lavora sulla geometria e sulla topologia in dimensione bassa.
Nel 2020, da poco laureata, Piccirillo pubblicò sulla rivista Annals of Mathematics una dimostrazione matematica che stabiliva come il nodo di Conway non fosse un nodo slice, rispondendo a un problema della teoria dei nodi, proposto per la prima volta oltre cinquant'anni prima dal matematico inglese John Conway.

## Biografia
Piccirillo è cresciuta a Greenwood, nel Maine, e ha frequentato la Telstar Regional High School a Bethel, sempre nel Maine. Sua madre era un'insegnante di matematica della scuola media. Da bambina, aveva molti hobby, come il dressage, essere coinvolta nel gruppo giovanile della sua chiesa e partecipare a spettacoli teatrali e band a scuola. Ha conseguito una laurea in matematica presso il Boston College nel 2013 e un dottorato in topologia in dimensione bassa presso l'Università del Texas ad Austin sotto la supervisione di John Luecke nel 2019, seguito da ricerche post-dottorato presso la Brandeis University. La professoressa Elisenda Grigsby del Boston College ha citato la creatività di Piccirillo come contributo al suo successo, aggiungendo che Piccirillo non si adattava al classico standard dei bambini prodigio in matematica durante i suoi studi universitari.

## Ricerca

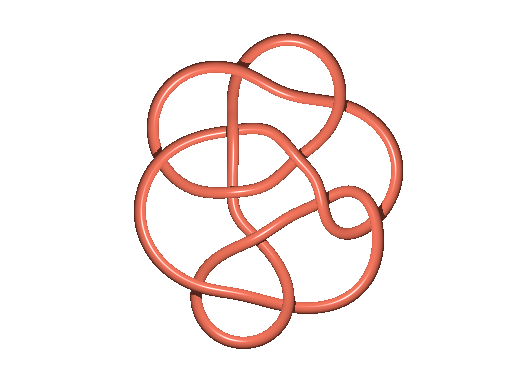
Il nodo di Conway.

Il nodo di Conway prende il nome dal suo scopritore, il matematico inglese John Conway, che ne scrisse per la prima volta nel 1970. Negli anni '80 si determinò che il nodo di Conway sia topologicamente slice; tuttavia, la natura della sua sliceness, e se sia slice in modo regolare o no, è rimasto un problema aperto per circa cinquanta anni, fino al lavoro di Piccirillo. Con la ricerca di Piccirillo si è completata la classificazione dei nodi slice con meno di tredici incroci, dato che il nodo di Conway era l'ultimo nodo nel suo gruppo a non essere stato classificato.
Il problema del nodo di Conway era notevole non solo perché irrisolto per oltre mezzo secolo ma anche perché la natura stessa della domanda relativa alla nitidezza del nodo di Conway era "collegata ad alcune delle domande più profonde della topologia a quattro dimensioni". Secondo il matematico del Boston College Joshua Greene, la questione del "se il nodo di Conway è un taglio, era stata una specie di pietra di paragone per molti degli sviluppi moderni intorno all'area generale della teoria dei nodi".
Piccirillo ha appreso per la prima volta del problema del nodo di Conway nel 2018 in una conferenza sulla geometria e topologia in dimensione bassa. All'epoca era una graduate student e ha trascorso meno di una settimana nel tempo libero prima di trovare una risposta. Il Washington Post ha scritto che la sua dimostrazione era stata "considerata come un esempio di bellezza matematica, e il suo lavoro potrebbe indicare nuovi modi per comprendere i nodi".  In seguito alla pubblicazione della dimostrazione di Piccirillo negli Annals of Mathematics, le fu offerto una tenure-track presso il Massachusetts Institute of Technology che avrebbe iniziato quattordici mesi dopo il completamento del suo dottorato.

## Riconoscimenti
Nel 2021, Piccirillo fu insignita del Maryam Mirzakhani New Frontiers Prize, premio associato ai Breakthrough Prize e assegnato per traguardi ottenuti a inizio carriera da una matematica donna. Fu insignita anche della fellowship all'Istituto Clay nel 2021 per "il suo lavoro in topologia in dimensione bassa" e la Sloan Research Fellowship del 2021.